# Apports nutritionnels conseillés
Pour les articles homonymes, voir ANC.
Les apports nutritionnels conseillés (ANC) sont des recommandations portant sur la quantité suffisante de différents paramètres nutritionnels nécessaires à la couverture des besoins nutritionnels de différentes sous-catégories pertinentes de la population.

## Principes d'élaboration
Plusieurs autorités nationales élaborent des ANC sur une base scientifique. Dans le monde anglophone, on les appelle RDA (recommended dietary allowances). Au niveau européen, l'Autorité européenne de sécurité des aliments, recommande des Dietary Reference Values (DRV) ou ANC (en français). Dans le monde francophone, les ANC publiés depuis 1981 en France ont la plus grande portée. Ils sont élaborés par l'Anses (ex-Afssa) en fonction du besoin nutritionnel moyen (BNM) d'une sous-population pertinente, à laquelle est ajoutée une marge de sécurité de deux écarts-types (les ANC sont donc supérieurs à la moyenne des besoins réels). Les ANC cherchent donc à représenter les apports couvrant les besoins physiologiques de 97,5 % des sous-populations étudiées, celles-ci ayant des besoins variant avec l'âge, le sexe et l'activité.
L'Anses en France liste par exemple 12 catégories distinctes de population pour la vitamine A, chacune ayant des apports nutritionnels conseillés distincts (par exemple : nourrissons ; enfants 10-12 ans ; adolescentes 13-15 ans ; femmes enceintes au troisième trimestre…). L'ANC ne doit surtout pas être confondue avec les AJR (apports journaliers recommandés), qui représentent une valeur globalisée qui a pour vocation de servir comme valeur de référence sur les étiquettes de produits alimentaires, indistinctement des variations énormes en termes d'ANC selon les catégories de population (ainsi un rapport de 1 à 5 en fer entre les nourrissons et les femmes enceintes au troisième trimestre).
Les ANC peuvent varier selon les pays (même voisins), sont périodiquement remis à jour et peuvent connaître des ajustements importants. Ainsi les ANC en vitamine D ont été réévalués en décembre 2010 aux États-Unis avec le triplement de la quantité recommandée sur certaines catégories de population. Les ANC français sont en général inférieurs aux ANC américains, à l'heure actuelle.
En France, les ANC principaux sont publiés et révisés par l'Agence nationale de sécurité sanitaire de l'alimentation, de l'environnement et du travail (Anses) :
- énergie
- nutriments : protéines, lipides, glucides
- minéraux : fer et calcium
- vitamines : vitamine A, vitamine B9, vitamine C, vitamine D.

| Nutriment                     | Apports nutritionnels conseillés pour une femme de 20 à 40 ans (ANSES) |
| ----------------------------- | ---------------------------------------------------------------------- |
| Vitamine A (rétinol)          | 600 µg ER                                                              |
| Vitamine B9 (acide folique)   | 300 µg                                                                 |
| Vitamine C (acide ascorbique) | 110 mg                                                                 |
| Vitamine D                    | 5 µg                                                                   |
| Calcium                       | 900 mg                                                                 |
| Fer                           | 16 mg                                                                  |
| Glucides                      | 50 à 55 % de l’Apport énergétique Total (AET)                          |
| Lipides                       | 35 à 40 % de l’AET,                                                    |
| Protides                      | 12 à 16 % de l’AET - soit 60,5 à 82,5 g                                |
| Energie                       | 1800 kcal (7531.2 kJ)                                                  |

Les ANC de référence détaillés sont disponibles dans un livre publié en 2001 (voir bibliographie) mais sont rediscutés fréquemment, soit par l'ANSES, soit dans d'autres instances comme l'AESA. D'autres organismes comme l'OMS peuvent émettre des recommandations sur les ANC, comme une limitation de la consommation de sucre.
La couverture est plus large aux États-Unis où les RDA (recommended dietary allowances) sont élaborés par le Food and Nutrition Board, organe de l'USDA, en général tous les cinq à dix ans depuis 1941. Ceux-ci sont repris par le Canada.
Pour les nutriments pour lesquels on ne peut calculer le RDA (recommended dietary allowances) en raison du manque de données scientifiques, on parle de adequate intake (AI).

## Déficits, carences et ANC
Les ANC sont conçus comme des repères (supérieurs à la moyenne des besoins) pour mieux manger mais les besoins individuels peuvent varier considérablement. Avoir des apports inférieurs à 30 % aux ANC ne se traduit ainsi pas forcément en déficit d'apport ou en carence physiologique.
En principe (voir ci-dessous), on peut calculer les valeurs apportées par l'alimentation à partir de bases de données, la base CIQUAL en France, et la base de l'USDA aux États-Unis.

## Limites
Les ANC souffrent de simplification et de biais méthodologiques, puisque les valeurs pour certains nutriments comme le calcium sont différentes entre les pays. Par exemple, une étude de la FAO indique que les ANC en calcium sont plus élevés dans les pays développés, ce qui est expliqué par une plus grande consommation de protéines et de sel.
Enfin les ANC dépendent en réalité de la biodisponibilité du nutriment concerné en tant que tel, et des aliments qui l'accompagnent lors de l'ingestion (interaction avec les fibres alimentaires, les phytates, polyphénols et facteurs antinutritionnels, influence du pH, et d'autres nutriments comme la vitamine C). Les vitamines naturellement présentes dans un aliment sont en principe mieux absorbées que les vitamines de synthèse ajoutées, en particulier les vitamines D et E,,,. Les ANC pour les protéines ne prennent pas en compte leur qualité. L'indice glycémique des glucides est aussi ignoré.
D'autres résultats expérimentaux ou constatations vont à l'encontre du caractère additif des sources d'énergie. Ainsi les buveurs modérés d'alcool ingèrent plus de calories mais ne sont pas plus sujets à l'obésité que les abstinents. Les nutriments interagissent entre eux. Une sous-nutrition en protéines peut être compensée par une quantité relativement élevée de glucides. 
Rien que sur l'énergie, de nombreuses études soulignent l'illusion de précision qui existe à la fois pour les ANC et pour les contributions des nutriments. Les aliments crus ou seulement moins cuits sont beaucoup moins digérés que les aliments cuits.
Selon Marion Nestle, au lieu de proposer des ANC, il serait préférable de proposer des modèles alimentaires. Il faut inciter à la consommation de certains aliments, au lieu de focaliser sur les nutriments. C'est ce que préconise le PNNS (Plan national nutrition santé) à travers les repères nutritionnels (eux-mêmes sujets à discussion).